# NGC 4461
NGC 4461 هي مجرة محدبة تبعد حوالي 50 مليون سنة ضوئية تقع في كوكبة العذراء. اكتشفها عالم الفلك ويليام هيرشيل في 12 أبريل 1784. NGC 4461 هي عضو في سلسلة ماركاريان الذي هو جزء من مجموعة عنقود العذراء المجري.

## التفاعل مع NGC 4458
NGC 4461 هي زوج مع المجرة NGC 4458. وقد خضعت NGC 4458 لتفاعل مع المد والجزر.

## وصلات خارجية
- NGC 4461 على موقع ويكي سكاي: DSS2, SDSS, GALEX, IRAS, Hydrogen α, X-Ray, Astrophoto, Sky Map, Articles and images